# Peter Ernst II. von Mansfeld

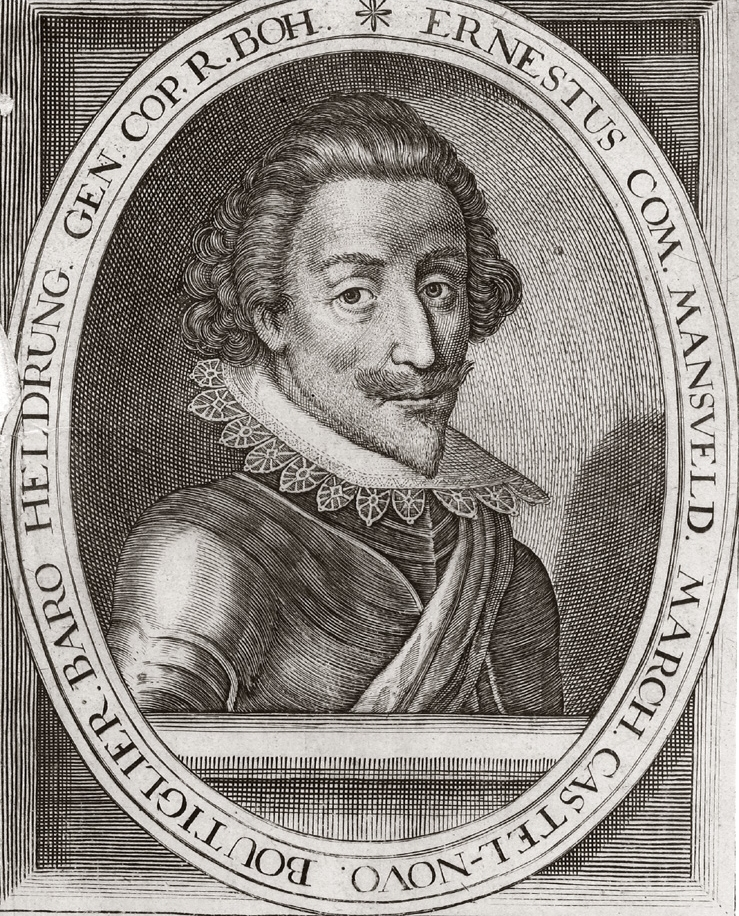
Peter Ernst II. von Mansfeld

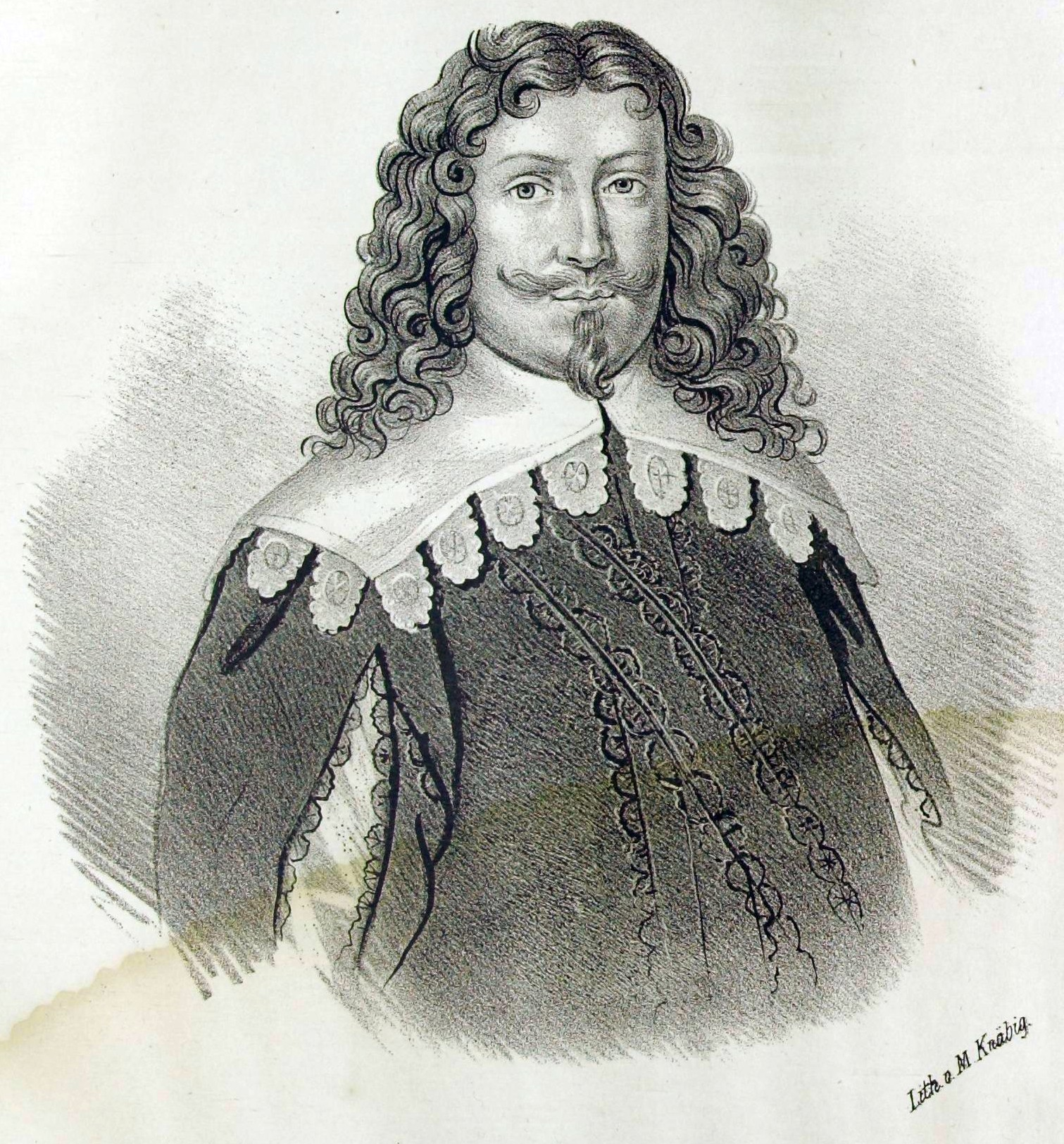
Peter Ernst II. von Mansfeld

Graf Peter Ernst II. von Mansfeld, meist einfach Ernst von Mansfeld genannt (* 1580 in Luxemburg; † 29. November 1626 in Rakovica bei Sarajevo), war ein bedeutender Söldner- und Heerführer in den Anfangsjahren des Dreißigjährigen Krieges.
Als privater Kriegsunternehmer in herrschaftlichem Auftrag war er in den Jahren 1620–1626 einer der führenden Söldnergenerale im Kampf gegen den habsburgischen Kaiser und dessen Verbündete (Spanien, Bayern und die Katholische Liga) und trug aus persönlichen Gründen wesentlich dazu bei, die Reichswirren über die Zäsuren von 1620/21 und 1623 hinaus zu verlängern und zu einem europäischen Krieg auszuweiten.

## Leben

### Familie und Anfänge
(Peter) Ernst von Mansfeld – er selbst unterschrieb seit 1607 mit „Ernest comte de Mansfelt“ – war ein natürlicher, d. h. außerhalb vollgültiger Ehe geborener Sohn (fils naturel) des königlich-spanischen Statthalters von Luxemburg, Peter Ernst I. von Mansfeld, der dem bekannten alten Reichsgrafenhaus Mansfeld entstammte (Linie Mansfeld-Vorderort-Friedeburg). Ernst von Mansfeld, angeblich 1580 in Luxemburg geboren, aus einer Verbindung des zweifach verwitweten Peter Ernst I. und der Anna von Benzerath, deren Ehe erst am 28. Februar 1591 in Brüssel legitimiert worden ist, wurde am Hofe seines strengen Vaters auf dem von diesem erbauten Château de La Fontaine in Clausen (Luxemburg) im katholischen Glauben erzogen. Sein Vater und dessen ältester, vollbürtiger Sohn Karl (1543–1595) wurden 1594 von Kaiser Rudolf II. in den erblichen Reichsfürstenstand erhoben und führten seitdem den Titel Prince et Comte de Mansfelt. Als Fürst Karl im Jahre 1595 den Oberbefehl über die kaiserlichen Truppen in Ungarn erhielt, gab der Vater ihm den 15-jährigen Ernst mit, der somit in den Langen Türkenkrieg (1593–1606) geschickt wurde, um das Kriegshandwerk zu erlernen. Während Fürst Karl schon im August den ungarischen Kriegsseuchen erlag, blieb der junge Ernst noch jahrelang auf dem dortigen Kriegsschauplatz. Von den Erfahrungen des Türkenkrieges geprägt, diente er den Habsburgern dann 1604–1607 auch in den Niederlanden. Beim Tode seines Vaters (1604) hatte der noch immer nicht rechtskräftig legitimierte Ernst von Mansfeld laut Testament nur geringe Erbansprüche, die aufgrund der hinterlassenen Schulden in nichts zerflossen. In Diensten der Habsburger nicht zufriedengestellt, ging er 1610 zu den Protestanten über. Ob er im Zuge dieses Seitenwechsels auch die evangelische Konfession annahm, ist nicht sicher. Kurz vor seinem Tod ließ er sich allerdings von einem katholischen Priester die Beichte abnehmen.

### Unionsdienste (1611–1618/21)
Offiziell stand Mansfeld 1611–1621 als Obrist in Diensten der Protestantischen Union unter Führung von Kurpfalz; tatsächlich aber erhielt er seine Befehle von deren maßgeblichen Fürsten (Christian von Anhalt, Joachim Ernst von Brandenburg-Ansbach), die eine konfessionell polarisierende, ideologisierte und auf Krieg hinauslaufende Politik vertraten. Entgegen einem verbreiteten Irrtum ist Mansfeld niemals Heerführer der Union gewesen, weder vor 1618 noch danach; im Übrigen endeten sämtliche Unionsdienste spätestens mit der Selbstauflösung des Sonderbundes (Mai 1621), so dass es sachlich falsch ist, für die Zeit danach – etwa zum Kampf um die Rheinpfalz (1621–1622) – noch von Unionsfeldherren zu sprechen. Auch die Bezeichnung als protestantischer Heerführer ist fragwürdig, weil er nach 1610 seine wahre Konfession geschickt verbarg, sich nirgends erkennbar von konfessionellen Motiven hat bestimmen lassen und im Übrigen später auch katholischen Mächten diente. Ein seit 1610 durchgehender Zug ist allerdings sein Einsatz auf Seiten verschiedener Gegenspieler des Hauses Habsburg.
Im Geheimauftrage der führenden Unionsfürsten befehligte Mansfeld 1616–1617/18 in Italien deutsche Truppen in Diensten Herzog Karl Emanuels I. von Savoyen (Carlo Emanuele I. di Savoia), der zugleich Fürst von Piemont war, während des [Ersten] Mantuanischen Erbfolgekrieges (1612/13–1617). Bei einem späteren Aufenthalt in Turin (1619) verlieh der Savoyer ihm die Herrschaften Castel-Nuovo (Castelnuovo d’Asti, heute Castelnuovo Don Bosco) und Buttigliera (Buttigliera d’Asti), beide im Fürstentum Piemont gelegen, als Marquisat.

### Böhmischer und pfälzischer Krieg (1618–1623)

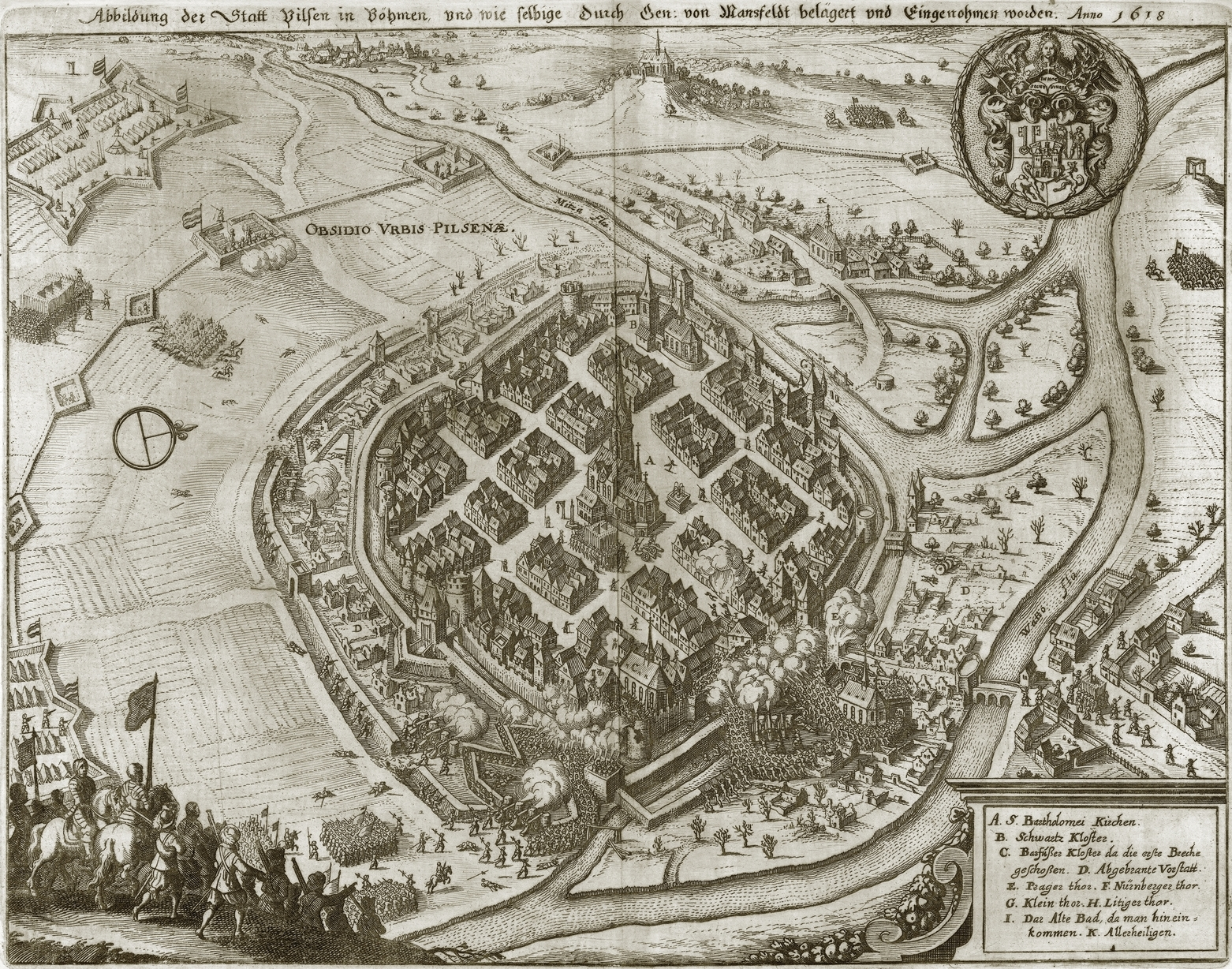
Mansfelds Heer belagert Pilsen, 1618

Aus Italien zurückgekehrt, zog Mansfeld 1618 zur Unterstützung der evangelischen Stände, die sich gegen die habsburgische Landesherrschaft erhoben hatten (Zweiter Prager Fenstersturz), nach Böhmen. Dabei befand er sich – in Absprache mit den Anführern der Union – noch immer in savoyischem Sold, weil der Savoyer Anspruch auf den böhmischen Königsthron erhob. Im November 1618 gelang Mansfeld die Einnahme der habsburgtreuen Stadt Pilsen; zur Strafe verhängte der Kaiser die Reichsacht über ihn. Im Juni 1619 bei Sablat geschlagen, reorganisierte Mansfeld seine Truppen und focht 1619/20 in Böhmen und Niederösterreich. 1620 zog er sich nach Pilsen zurück, wo er eigenmächtig Verhandlungen mit den Kaiserlichen begann. An der Schlacht am Weißen Berge nahm er nicht persönlich teil, wofür er 100.000 Gulden aus der gegnerischen Kasse erhielt. Den Kampf um Böhmen aber führte er bis Mai 1621 fort.
Seit dem Frühjahr 1621 diente Mansfeld dem geächteten Pfalzgrafen Friedrich (dem vertriebenen Winterkönig von Böhmen) als Heerführer im Kampf um die Kurpfälzer Stammlande gegen übermächtige Gegner – den Kaiser und dessen Verbündete (Spanien, Bayern und die Liga). Im Herbst musste Mansfeld die unhaltbar gewordene Oberpfalz aufgeben, zog aber zum Rhein und brachte der pfälzischen Festung Frankenthal, die von Truppen des spanischen Generals Córdoba belagert wurde, den ersehnten Entsatz (Oktober). Den Winter 1621/22 verbrachte er mit seinem Heer, das er aus dem Lande leben ließ und mittels Kriegsbeute fortlaufend verstärkte, im Elsass. Am 27. April 1622 schlug er bei Mingolsheim den bayerisch-ligistischen Generalleutnant Tilly, nutzte den Erfolg aber nicht aus. Am Tage darauf erhob der Pfalzgraf, noch immer königliche Würden beanspruchend, seinen Feldherrn in Bruchsal zum Fürsten. Für den geschlagenen Tilly, der rechtzeitig vom spanischen General Córdoba unterstützt wurde, rettete die schwere Niederlage des Markgrafen Georg Friedrich von Baden-Durlach bei Wimpfen (6. Mai 1622) die strategische Lage.
Vom überforderten Kurpfälzer Staatswesen nur unzureichend unterstützt, richteten die mansfeldischen Truppen schwere Verheerungen an: So erwähnt z. B. das Kriegsschadensverzeichnis der Obergrafschaft Katzenelnbogen für das Jahr 1622 einen Einfall Mansfelds nach Hessen-Darmstadt, das heutige Südhessen. Zahlreiche Städte und Dörfer – u. a. Langen, Darmstadt, Nauheim, Ober-Ramstadt, Nieder-Modau, Neunkirchen, Weiterstadt, Raunheim, Rüsselsheim und Büttelborn sowie Nidda und Bingenheim und Orte der Fuldischen Mark wie Echzell und Berstadt – stehen auf der Schadensliste.
Im Juli 1622, als der Kampf um die Rheinpfalz aussichtslos geworden war, wurden Mansfeld (seit April Prince et Comte de Mansfelt) und der Welfenherzog Christian von Braunschweig-Wolfenbüttel (gen. der Halberstädter) im Elsass mitsamt dem Söldnerheer vom Pfalzgrafen entlassen. Bald darauf von den Generalstaaten in Sold genommen, überwanden die beiden Söldnerführer beim Durchzug durch die habsburgischen Niederlande eine spanische Armee unter Córdoba, die ihnen bei Fleurus den Weg nach Norden verlegen wollte (Schlacht bei Fleurus, 29. August 1622). Im Herbst desselben Jahres besetzte Mansfeld die Grafschaft Ostfriesland; Herzog Christian folgte ihm später nach. Beide hielten das Reich auch 1623 weiter in Unruhe, bis der Braunschweiger am 6. August 1623 in der Schlacht bei Stadtlohn nahezu vernichtend geschlagen wurde. Anfang 1624 musste Mansfeld in Ostfriesland die Reste seiner Truppen entlassen.

### Spätere Kriegsgeschäfte und Operationen (1624–1626)

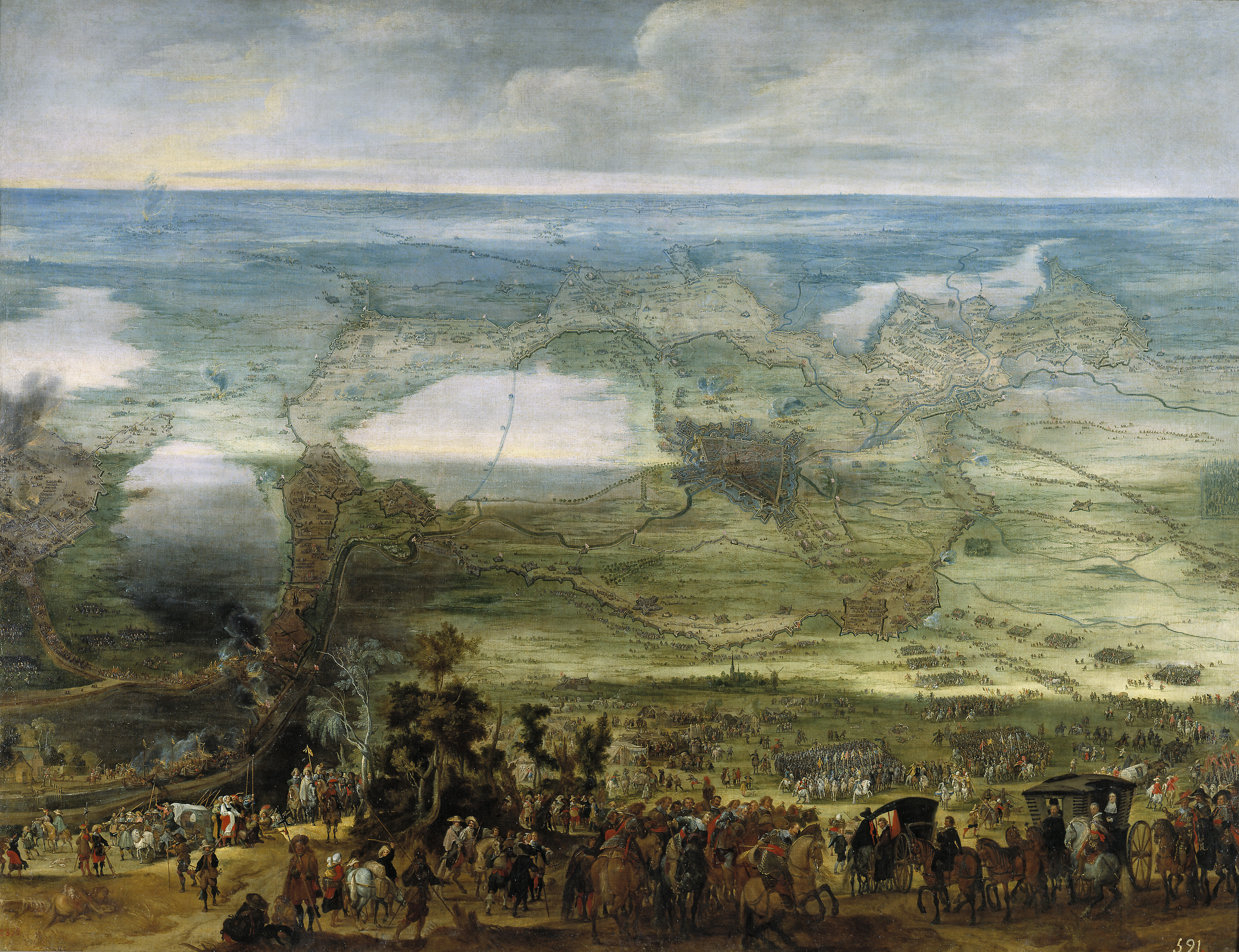
Belagerung von Breda durch die Spanier – am Entsatzversuch 1625 war das englische Truppenkontingent unter Mansfeld beteiligt; Gemälde von Pieter Snayers

Bereits kurze Zeit später bot sich Mansfeld ein Wechsel in englische Dienste an: König James I., der Schwiegervater Friedrichs V. von der Pfalz, hatte sich nach ergebnislosen Verhandlungen mit Spanien dazu entschlossen, die Befreiung der Stammlande seines Schwiegersohnes militärisch durchzusetzen. Im April 1624 traf Mansfeld im St James’s Palace ein, um Pläne für eine Expedition auf dem Kontinent zu besprechen. Einige Wochen später reiste er wieder auf das Festland, wo er vor allem in Paris versuchte, Subsidien zu erhalten. Diese wurden im Vertrag von Saint-Germain-en-Laye am 6. September 1624 von der französischen Krone gewährt, wenn auch nicht in der erhofften Höhe. Anfang November traf Mansfeld wieder in England ein, wo er begann, Truppen aufzustellen. Doch es fanden sich nur wenige Rekruten, die freiwillig unter Mansfelds Fahnen traten. „Während viele Engländer willig für die protestantische Sache jubelten, Freudenfeuer entfachten und die Kirchenglocken läuteten, waren nur wenige bereit, für sie zu sterben“, stellte ein Historiker fest. Die schlecht bewaffneten, schlecht ausgerüsteten und schlecht versorgten Truppen sammelten sich im Dezember um Dover, von wo aus sie den Ärmelkanal nach Calais überqueren und über Land in die Kurpfalz marschieren sollten. Doch in Frankreich scheute man sich mit Rücksicht auf die starke Opposition im Inneren des Landes vor einer offenen Konfrontation mit Spanien – die Franzosen verweigerten das Durchmarschrecht. So wurde die Mansfeld-Expedition am 31. Januar 1625 in die Vereinigten Provinzen der Niederlande transportiert, wo sie ohne klares Ziel festlag und unter den widrigen Winterbedingungen stetig zusammenschmolz. Als der Frühling eintrat, waren von den ursprünglichen 12–15.000 Mann nur noch etwa 5.000 übrig. Die anderen waren krank, tot oder desertiert. Die Reste dieser Truppe nahmen im Frühjahr und Sommer 1625 an den erfolglosen Operationen um die Belagerung von Breda teil.
Danach zog Mansfeld nach Norddeutschland, wo er sich auf Geheiß seiner Geldgeber – der Könige von Frankreich und England – König Christian IV. von Dänemark unterstellen musste, der inzwischen in die Reichswirren eingegriffen hatte. Am 25. April 1626 wurde Mansfeld von Wallenstein bei Dessau schwer geschlagen. Nachdem er sein Heer in Kurbrandenburg reorganisiert und verstärkt hatte, brach er im Juni zu einem Feldzug nach Ungarn auf, wo er sich mit Bethlen Gábor zum gemeinsamen Angriff auf die kaiserlichen Erblande vereinigen wollte. Wallenstein verfolgte ihn seit Juli von der mittleren Elbe durch Schlesien bis nach Mähren und Ungarn, konnte einen mansfeldischen Einfall nach Böhmen verhindern, bekam seinen Gegner aber nicht zu fassen. Der Feldzug endete im Herbst ohne Schlachtentscheidung.

### Tod
Auf dem Wege zur dalmatinischen Küste, von wo er zu Schiff nach Venedig reisen wollte, um Geld für neue Werbungen aufzutreiben, gelangte Mansfeld nach Bosnien. Versprengte türkische Truppenteile, denen indessen vornehmlich an Beute gelegen war, schlossen sich ihm an.
Mansfelds Tod ist geheimnisumwittert. Unglaubhaft ist das Gerücht, er sei von den Türken vergiftet worden. Nach plausibleren Quellen erlag er im Dorfe Racovica, in den Bergen oberhalb von Sarajevo, einem Blutsturz. Weil er für seine gemäßigte Lebensweise bekannt und offenbar kein Alkoholiker war, war der beschriebene Blutsturz wohl nicht die finale Blutung aus Ösophagusvarizen als Resultat einer Leberzirrhose. Den Quellen zufolge liegt eine andere Todesursache näher: Blutsturz infolge einer von Bakterien hervorgerufenen Pulmonaltuberkulose, die volkstümlich Lungenschwindsucht genannt wird.
Nach der Legende soll Mansfeld, nachdem er sein Testament diktiert hatte, in der Nacht vom 29. auf den 30. November 1626 gestorben sein – in voller Rüstung und auf zwei Diener gestützt stehend. Gegen diese Erzählung spricht allerdings, dass er offenbar nicht einmal mehr die Kraft hatte, seinen Letzten Willen, dessen Verfügungen ihm äußerst wichtig waren, auch zu unterzeichnen. Das Dokument trägt nämlich die Unterschriften seines Leibarztes und eines Obrist-Leutnants; die Beglaubigung erfolgte Anfang 1627 durch drei andere mansfeldische Offiziere, die das Testament nach Venedig brachten. Die Sterbeszene, in ähnlicher Weise auch anderen Berufskriegern nachgesagt, wurde schon kurz nach Mansfelds Ende zum soldatischen Heldentod erklärt und ermöglicht keine zuverlässige Aussage über das tatsächliche Geschehen.
Mansfelds Leichnam wurde angeblich auf einer Insel beim damals venezianischen Spalato beigesetzt.

## Bedeutung: Kriegsunternehmertum im frühen 17. Jahrhundert
Ernst von Mansfeld agierte, wie in seiner Zeit üblich, als privater Unternehmer in staatlichem (herrschaftlichem, obrigkeitlichem) Auftrage, wobei er auch persönliche Ziele verfolgte. Vor allem in den Jahren 1621–1625, kurz vor dem Auftreten Wallensteins, war er ein namhafter Hauptvertreter jener großen Kriegsunternehmer, die in dieser Größenordnung erst seit ca. 1615 aufgekommen waren und die es verstanden, ihren Dienstherren ein vollständiges, kriegsstarkes Heer aus Söldnern aller Truppengattungen (Reiterei, Fußvolk, Artillerie) aufzustellen, ohne dass die Auftraggeber in der Lage sein mussten, auch den erforderlichen Unterhalt zu leisten. Einen Ersatz boten Kontributionen, welche die Heeresführung im besetzten Gebiet eintrieb, sowie Beuteversprechen an die Truppen und dazu die Subsidien interessierter Drittmächte, vor allem aus dem Ausland, die Mansfeld immer wieder erwirken konnte. Unter den schwierigen Bedingungen des frühen 17. Jahrhunderts – unzureichender Entwicklungsstand des damaligen Staates, seines Steuer- und Verwaltungswesens – war seine Leistung somit vor allem eine organisatorisch-logistische. Sein strategisch-operatives Verhalten als Feldherr wie auch die Auswirkungen seines Heeresunterhaltes (Verheerung der durchzogenen Reichsgebiete) sind stets vor diesem Hintergrund zu sehen; sie waren bedingt durch das Kriegsrecht jener Zeit (den sog. Kriegsbrauch, besonders im Beutemachen) und durch die private Organisation der damaligen Söldnerheere (Regimentsstruktur, Stellung der Obersten).